# Bozovici
Bozovici is een Roemeense gemeente in het district Caraș-Severin.
Bozovici telt 3423 inwoners.